# János Győrffy
János Győrffy (rumunsky Ion Gyorfi (Gyorffi)) (* 25. listopadu 1949) je bývalý rumunský rohovník/boxer maďarské národnosti.

## Sportovní kariéra
Připravoval se v Bukurešti v policejním klubu Dinamo. V roce 1972 startoval na olympijských hrách v Mnichově v lehké střední váze do 71 kg a vypadl ve druhém kole s Němcem Petrem Tiepoldem. Po olympijských hrách několikrát změnil váhovou kategorii. V roce 1976 se do rumunského olympijského týmu nevešel. Naposledy se v rumunské reprezentaci objevil v roce 1977.

## Výsledky
| Turnaj             | 1971       | 1972       | 1973    | 1974    | 1975           | 1976           | 1977           |
| Turnaj             | 22         | 23         | 24      | 25      | 26             | 27             | 28             |
| Turnaj             | l. střední | l. střední | střední | střední | polotěžká váha | polotěžká váha | polotěžká váha |
| ------------------ | ---------- | ---------- | ------- | ------- | -------------- | -------------- | -------------- |
| Olympijské hry     |            | úč.        |         |         |                | —              |                |
| Mistrovství světa  |            |            |         | —       |                |                |                |
| Mistrovství Evropy | 3.         |            | —       |         | —              |                | 3.             |